# 15614 Pillinger
15614 Pillinger este un asteroid din centura principală de asteroizi.

## Descriere
15614 Pillinger este un asteroid din centura principală de asteroizi. A fost descoperit pe 7 aprilie 2000 la Stația Anderson Mesa în cadrul programului LONEOS. Asteroidul prezintă o orbită caracterizată de o semiaxă mare de 2,99 ua, o excentricitate de 0,05 și o înclinație de 10,3° în raport cu ecliptica.